# (8601) Ciconia
(8601) Ciconia est un astéroïde de la ceinture principale.

## Description
(8601) Ciconia est un astéroïde de la ceinture principale. Il fut découvert le 30 septembre 1973 à l'observatoire Palomar par Cornelis Johannes van Houten, Ingrid van Houten-Groeneveld et Tom Gehrels. Il présente une orbite caractérisée par un demi-grand axe de 3,16 UA, une excentricité de 0,11 et une inclinaison de 6,4° par rapport à l'écliptique.

## Compléments